# Альманах підкарпатських українських письменників
Альмана́х підкарпа́тських украї́нських письме́нників — збірка творів закарпатських письменників українофільського спрямування, видана у Великому Севлюші 1936 року.
Редакторами альманаху стали Андрій Ворон та Микола Храпко.
У збірці представлені як поетичні, так і прозові твори. У ній вміщені поезії Зореслава, Василя Ґренджі-Донського, Юлія Боршоша-Кум'ятського, Миколаї Божук-Штефуцової, Миколи Грицака, Петра Пойди, а також проза Олександра Маркуша, Августина Волошина, М. Диканька, Дмитра Поповича, Петра Міговка, Ірини Невицької, Кирила Феделеша, І. Вишнянського, Юрія Станинця, Луки Дем'яна, Миколи Мондія, М. Феннича, Миколи Вайди, Андрія Ворона. В альманаху відбувся літературний дебют письменника Михайла Томчанія з оповіданням «Сліпий».
Твори збірки написані в різних літературних стилях: імпресіонізм, реалізм, романтизм. Багатьом творам притаманні запізніле народництво та модерністичний артистизм. Головна тема творів — показ боротьби українців Закарпаття за національне та соціальне визволення.
Рецензії на альманах у журналі «Українське слово» в Ужгороді написав письменник Володимир Бірчак.